# اخبار دروغ در جنگ غزه
اخبار دروغ در جنگ اسرائیل و حماس به انتشار اخبار و اطلاعات نادرست، گمراه کننده یا غیرمستند در طول جنگ اسرائیل و حماس می‌پردازد. بسیاری از محتواها به صورت ده‌ها میلیون پست در شبکه‌های اجتماعی منتشر شدند. منابع مختلفی از جمله مقامات دولتی، رسانه‌ها و فعالان فضای مجازی در کشورهای مختلف، در گسترش این محتواهای نادرست نقش داشته‌اند.

## بررسی اجمالی

### در اسرائیل
عکسی منتشر شد که به نظر می‌رسد سرلشکر نمرود آلونی، فرمانده سپاه عمق اسرائیل را نشان می‌دهد که در ساعات اولیه حمله توسط فلسطینی‌ها بازداشت شده است. حماس نیز مدعی شد که او را دستگیر کرده است. یک پست فارسی‌زبان نیروی دفاعی اسرائیل به نقل از پستی دربارهٔ دستگیری وی از خبرگزاری تسنیم نوشت: «تسنیم: توزیع کنندگان اخبار جعلی سپاه» بدون تکذیب یا تأیید دستگیری آلونی. آلونی متعاقباً در ۸ اکتبر در نشستی با مقامات ارشد نظامی اسرائیل دیده شد.
ویدئویی از سی‌ان‌ان مربوط به مرز اسرائیل و غزه منتشر شد. این تصاویر همراه با صدای افزوده بود که نشان می‌داد این شبکه یک حمله را جعل کرده است.
حساب‌های رسانه‌های اجتماعی مستقر در هند، اطلاعات نادرست طرفدار اسرائیل را منتشر کرده‌اند، با اینفلوئنسرها ویدیوهایی را که ظاهراً نشان می‌دهد دختران مدرسه‌ای به عنوان برده جنسی گرفته شده‌اند یا حماس یک نوزاد یهودی را می‌ربایند، نادرست معرفی می‌کنند. پراتیک سینها، حقیقت‌شناس، گفت: «جناح راست هند، هند را به پایتخت اطلاعات نادرست جهان تبدیل کرده است». این روند بخشی از الگوی گسترده‌تری از اخبار جعلی در هند با شیب اسلام‌هراسی است، از جمله اطلاعات نادرست دربارهٔ فلسطینی‌ها که از سوی BJP IT Cell، به عنوان شاخه ای از حزب حاکم هند، حزب بهارتیا جاناتا، می‌آید.
یک پسر اسرائیلی و خواهرانش که در حمله حماس به کیبوتز نیر اوز در ۷ اکتبر کشته شدند، به دروغ متهم به " بازیگران بحران " شدند.
عکسی که توسط اسرائیل به اشتراک گذاشته شده و جسد سوخته یک نوزاد را نشان می‌دهد، توسط بسیاری در رسانه‌های اجتماعی ادعا شد که توسط هوش مصنوعی تولید شده است و بر اساس آشکارساز هوش مصنوعی "AI or Not" ساخته شده است. این ادعا توسط الجزیره عربی تکرار شد. شرکت سازنده «AI or Not» بعداً گفت که نتیجه یک مثبت کاذب ناشی از فشرده‌سازی تصویر و برچسب نام تار بود. چندین متخصص که به عکس نگاه کردند، آن را واقعی دانستند. سایر کاربران رسانه‌های اجتماعی بر اساس یک پست فور چن ادعا کردند که تصویر از عکس مشابهی از یک سگ تغییر یافته است، اگرچه محقق تینا نیکوخواه دریافت که تصویر سگ احتمالا "با استفاده از روش‌های تولیدی جعلی" شده است.
گروه امداد و نجات داوطلب زاکا که عمدتاً فرا-ارتدوکس هستند، بلافاصله پس از حملات حماس شروع به جمع‌آوری اجساد کردند، در گذشته ارتش اسرائیل از دادن سربازان آموزش دیده برای بازیابی دقیق و مستندسازی بقایای انسان در موقعیت‌های پس از تروریسم اجتناب می‌کرد. با این حال، به عنوان بخشی از تلاش برای جلب توجه رسانه‌ها، زکا گزارش‌هایی دربارهٔ جنایاتی منتشر کرد که هرگز اتفاق نیفتاده، عکس‌های حساس و گرافیکی منتشر کرد، و غیرحرفه‌ای عمل کرد، اغلب بقایای چندین قربانی را در یک کیسه مخلوط می‌کرد و تنها اندکی یا هیچ مستندسازی راجع به بقایا ایجاد نکرد.

#### ادعای سر بریدن کودکان
در ۴ دسامبر ۲۰۲۳، هاآرتص در مورد ادعاهای اسرائیل در مورد سر بریدن نوزادان گزارش داد و بیان کرد که این داستان‌های تأیید نشده توسط گروه‌های جستجو و نجات اسرائیل، افسران ارتش و حتی سارا نتانیاهو منتشر شده است. روزنامه نگاران هاآرتص، نیر هاسون و لیزا روزوفسکی، زمان‌بندی اخبار مربوط به «نوزادان سر بریده» و «نوزادان حلق آویز شده» را بیان کردند و به این نتیجه رسیدند که «این داستان نادرست است». آنها به نقل از ایشای کوئن، روزنامه نگار وب سایت فوق ارتدوکس Kikar Hashabbat، اعتراف کردند که با پذیرش بی چون و چرای اظهارات ارتش اسرائیل اشتباه کرده است. هشبت پرسید: «چرا یک افسر ارتش چنین داستان هولناکی را اختراع می‌کند؟» و افزود: «اشتباه کردم».

#### ادعای نوزاد مرده در فر
الی بیر، بنیانگذار گروه داوطلب اسرائیلی EMS United Hatzalah، در سخنرانی در ائتلاف یهودی جمهوریخواه در ۲۸ اکتبر، مدعی شد که حماس یک نوزاد را زنده در کوره سوزانده است. او این ادعا را به یک داوطلب یونایتد هتزاله نسبت داد. یکی از آنها، آشر مسکوویتز، نیز علناً این ادعا را مطرح کرد. این موضوع توسط روزنامه‌نگار دووید افون، مفسر جان پودهورتز و دیگران در توییت‌هایی که بیش از ۱۰ میلیون بار دیده شده است، تکرار شد. روزنامه نگاران و پلیس اسرائیل هیچ مدرکی برای این ادعا پیدا نکردند و یکی از نمایندگان ZAKA، اولین سازمانی که واکنش نشان داد، گفت که این ادعا «دروغ» است.

#### خشونت جنسی
در ۹ ژانویه ۲۰۲۴، گزارش تجاوز جنسی حماس با عنوان "فریادهای بدون کلام": چگونه حماس خشونت جنسی را در ۷ اکتبر به عنوان سلاح به کار برد، از کانال پادکست نیویورک تایمز ،دیلی، حذف شد. برخی از نزدیکان گال عبدوش، یکی از قربانیان نامبرده در داستان، اظهار داشتند که هیچ مدرکی دال بر تجاوز جنسی وجود ندارد و نیویورک تایمز به بهانه‌های واهی با آنها مصاحبه کرده است. گزارش شده است که این مقاله منجر شد که اینترسپت آن را «بحث خشن داخلی» بر سر قدرت گزارشش بنامد، و به گفته جرمی اسکاهیل با شک و تردید سایر روزنامه نگاران نیویورک تایمز مواجه شد. تایمز در نهایت روی داستان خود ایستاد و آن را «گزارش دقیق، دارای منبع و ویرایش شده» خواند.

### در غزه

#### اطلاعات ناصحیح
ادعاهای وایرال شده مبنی بر اینکه ارتش اسرائیل کلیسای سنت پورفیریوس غزه را در ۹ اکتبر ویران کرده بود توسط کلیسا رد شد. با این حال، اسرائیل در ۱۹ اکتبر به کلیسا حمله کرد و ۱۸ غیرنظامی را کشت.
در اکتبر ۲۰۲۳، کارشناسان اطلاعات نادرست حسابی را در X کشف کردند که گزارش‌های دروغینی دربارهٔ تهدید قطر به قطع صادرات گاز خود در صورت ادامه بمباران نوار غزه توسط اسرائیل منتشر می‌کرد.
در فوریه ۲۰۲۴، حساب رسمی اسرائیل X ویدیویی ۳۰ ثانیه‌ای را منتشر کرد که فهرستی از کمک‌های بشردوستانه که ادعا می‌کرد برای غزه ارائه کرده بود. این ویدئو شامل فیلم مارس ۲۰۲۲ از اردوگاهی در مولداوی برای پناهندگان اوکراینی بود که به دروغ ادعا شده بود که چادرها و تجهیزات سرپناه برای غزه‌ها را نشان می‌دهد. ویدیو بعداً حذف شد.

#### جعل هویت
پس از انفجار بیمارستان الاهلی عرب، یک حساب کاربری X که ادعا می‌کند روزنامه‌نگار الجزیره است، گفت که آنها ویدئویی از فرود موشک حماس در بیمارستان دارند. الجزیره متعاقباً تصریح کرد که آنها با این حساب مرتبط نیستند و بعداً حذف شد. حساب X دیگری که اطلاعات نادرست طرفدار کرملین را ترویج می‌کرد، ادعا کرد که وال استریت ژورنال گزارش داده بود که انفجار توسط یک بمب مارک ۸۴ ایجاد شده است. وال استریت ژورنال چنین گزارشی را منتشر نکرده بود.
در نوامبر ۲۰۲۳، ویدئویی که نشان می‌داد پرستاری در بیمارستان الشفا بود، در فضای مجازی پخش شد. او مدعی شد که قادر به معالجه بیماران نیست زیرا حماس تمام بیمارستان را تحت کنترل خود درآورده و سوخت و دارو می‌دزدند و این ویدئو با درخواست او از همه فلسطینی‌ها برای خروج از الشفا به پایان رسید. بسیاری به سرعت به دروغ بودن این ویدئو اشاره کردند، زیرا هیچ‌یک از پزشکان و پرستاران مستند در بیمارستان زن تصویر شده را نمی‌شناسند و لهجه اسرائیلی و ضعف در صحبت کردن فصیح عربی گزارش شده است. علاوه بر این، به گفته استر چان از RMIT FactLab CrossCheck، تجزیه و تحلیل محققین منبع باز مشخص کرده است که این ویدئو احتمالاً به‌طور مصنوعی شامل صداهای ساختگی انفجار است.

#### ادعای بازیگری در بحران
شواهد ویدئویی از جنایات در غزه اغلب به عنوان اقدام رد شده است، و افراد به دروغ به عنوان "بازیگران بحران" متهم شده‌اند تا کشتار غیرنظامیان توسط حملات هوایی اسرائیل را کم‌اهمیت جلوه دهند. یک عبارت تحقیر آمیز و تحقیرآمیز، " Plywood " اغلب استفاده می‌شود. این اصطلاح بر اساس یک تئوری توطئه حاشیه‌ای بی‌اساس است که فلسطینی‌ها در حال جعل شواهد رنج هستند. سازمان حقیقت‌سنجی Logically دریافت که ذکر این اصطلاح از ۷ اکتبر به ویژه در اسرائیل، ایالات متحده و هند افزایش یافته است. شواهد دروغین برای «اثبات» بازی فلسطینی‌ها منتشر شد. تصاویری از از کیسه‌های بدن است که به نظر می‌رسد در حال حرکت هستند، که در حقیقت ویدئویی از تظاهرات سال ۲۰۱۳ در مصر بود.
صالح الجفراوی، وبلاگ نویس و خواننده فلسطینی که در غزه زندگی می‌کند، از سوی چندین شخصیت طرفدار اسرائیل، از جمله حساب رسمی ایکس این کشور، به دروغ متهم به «بازیگر بحران» شد. ویدئویی از مجروح شدن یک نوجوان فلسطینی در یورش به تولکرم در ژوئیه ۲۰۲۳ بود که به دروغ به عنوان «صالح در بیمارستان روزهای قبل از ۲۷ اکتبر» معرفی شد.
در نوامبر ۲۰۲۳، افیر جندلمن، دیپلمات اسرائیلی، کلیپی از یک فیلم کوتاه لبنانی را منتشر کرد و مدعی شد که دلیلی بر جعل فیلم‌های فلسطینی توسط فلسطینی‌ها است و آن را نمونه‌ای از «پلی وود» نامید. به گزارش دیلی بیست، «جندلمن وقتی صحبت از انتشار اطلاعات نادرست دربارهٔ فلسطینیان به میان می‌آید، یک مجرم تکراری است». هفته قبل، جندلمن فیلم‌های آموزشی ارتش اسرائیل را به عنوان فیلم جنگی پخش کرد و در سال ۲۰۲۱، رسانه‌های بین‌المللی متوجه شدند که او فیلم‌های سال ۲۰۱۸ سوریه را به‌عنوان فیلم کنونی غزه به دروغ معرفی کرده است.

#### بچه‌های مرده مثل عروسک
ویدئویی که نشان می‌دهد یک کودک فلسطینی در حمله هوایی ۱۱ اکتبر اسرائیل به زیتون کشته شده است، به دروغ ادعا شده است که با استفاده از یک عروسک نمایش داده شده است. این ادعا توسط حساب‌های رسمی دولت اسرائیل در رسانه‌های اجتماعی، از جمله حساب‌های X سفارتخانه‌های اسرائیل در فرانسه و اتریش، و همچنین حساب‌های طرفدار اسرائیل و ضد حماس، تبلیغ شده است.
در اوایل ماه دسامبر، روزنامه جروزالم پست مقاله ای را منتشر کرد که به دروغ ادعا می‌کرد یک نوزاد فلسطینی مرده ۵ ماهه از غزه " عروسک " است. جروزالم پست بعداً این مقاله را حذف کرد و هرگونه بازنشر آن را در صفحات مجازی خود حذف کرد. اگرچه مستقیماً به مقاله اشاره نکردند، اما بیانیه‌ای با این مضمون منتشر کردند: "مقاله مورد نظر با استانداردهای ویرایشی ما مطابقت نداشت و بنابراین حذف شد."

#### خشونت جنسی
در ۲۵ مارس ۲۰۲۴، الجزیره ویدئوی خود را از زنی به نام جمیله الحسی که می‌گوید سربازان اسرائیلی «به زنان تجاوز کردند، زنان را ربودند، زنان را اعدام کردند و اجساد مردگان را از زیر آوار بیرون کشیدند تا سگ‌های خود را بر روی آنها رها کنند، حذف کرد». در بیمارستان الشفا در آخرین محاصره. یاسر ابو هلاله، مدیر عامل سابق الجزیره، در ایکس نوشت: «تحقیقات حماس نشان داد که داستان تجاوز به زنان در بیمارستان شفا ساختگی بوده است». ابو هلاله گزارش می‌دهد که الحسی «اغراق و سخنان نادرست خود را به عنوان برانگیختن شور و برادری ملت توجیه کرد».

## اطمینان به ارتش اسرائیل به عنوان منبع
اسرائیل چندین اطلاعات نادرست یا مورد مناقشه را منتشر کرده است که منجر به تضعیف اعتبار و تمسخر آنلاین شده است.
پل راجرز، آکادمیک بریتانیایی، در نوشتن برای OpenDemocracy اظهار داشت: «اسرائیل باید تظاهر به یک جنگ منظم با کشته شدن تعداد کمی از غیرنظامیان را حفظ کند. دولت نتانیاهو دروغ می‌گوید، اما ساده لوحانه است که غیر از این انتظار داشته باشیم. دروغ کاری است که معمولاً بسیاری از دولت‌های قدرتمند انجام می‌دهند، به ویژه در زمان جنگ.» روزنامه‌نگار تحقیقی جرمی اسکاهیل در The Intercept نوشت: «در مرکز کارزار جنگ اطلاعاتی اسرائیل، یک مأموریت تاکتیکی برای غیرانسانی کردن فلسطینی‌ها و سرازیر کردن گفتمان عمومی با جریانی از اتهامات نادرست، غیرقابل اثبات و غیرقابل تأیید قرار دارد.»
شبکه رسانه‌ای الجزیره با انتشار بیانیه‌ای در پی حمله رژیم صهیونیستی به چند روزنامه‌نگار خود در غزه، اعلام کرد: «با توجه به کمپین بی‌سابقه اسرائیل علیه خبرنگاران در غزه، الجزیره از رسانه‌های سراسر جهان می‌خواهد در هنگام تیتر زدن توجیهات اسرائیل برای جنایات خود، نهایت احتیاط و مسئولیت را به خرج دهند.

### اطلاعات غلط
در موارد متعدد، تحلیل‌ها مشکلاتی را در مورد ادعاهای ارتش اسرائیل پیدا کرده‌اند. در اکتبر ۲۰۲۳، تحیلیگر فایننشال تایمز در مورد بمباران فلسطینی‌هایی که شهر غزه را تخلیه می‌کردند دریافت که «بیشتر توضیحات بجز حمله اسرائیل» را می‌توان رد کرد، اگرچه ارتش اسرائیل شبهه نظامیان فلسطینی را برای این حمله متهم ساخت. در نوامبر ۲۰۲۳، تحلیل بی‌بی‌سی نشان داد که ویدئویی که ارتش اسرائیل پس از محاصره بیمارستان الشفا منتشر کرده بود، ویرایش شده است. در مارس ۲۰۲۴، ارتش اسرائیل گفت که «دقیقاً» به سوی افرادی که در جریان کشتار آرد تهدیدی برای سربازان بودند، شلیک کرده است. با این حال، یک تیم سازمان ملل که در مورد عواقب قتل‌عام تحقیق می‌کند، اظهار داشت که شواهدی از تیراندازی شدید نیروهای ارتش اسرائیل به غیرنظامیان وجود دارد.
در دسامبر ۲۰۲۳، تحلیل واشینگتن پست گزارش‌های دیده‌بان حقوق بشر مبنی بر استفاده اسرائیل از فسفر سفید در حمله به لبنان را تأیید کرد، که مستقیماً با ارتش اسرائیل در تضاد است. در ژانویه ۲۰۲۴، پس از حمله هوایی اسرائیل به کشته شدن حمزه دهدوه، روزنامه‌نگار، ارتش اسرائیل دهدوه را «مظنون» خواند که هنگام رانندگی با یک «تروریست» مورد اصابت قرار گرفت. با این حال، واشینگتن پست «هیچ نشانه‌ای مبنی بر اینکه آنها فعالیتی غیر از روزنامه نگاری داشته باشند» پیدا نکرد.
در نوامبر ۲۰۲۳، ویدئویی که توسط ارتش اسرائیل منتشر شد، دانیل هاگاری را در داخل بیمارستان کودکان الرنتیسی نشان داد، جایی که او ادعا کرد که ارتش اسرائیل سلاح‌ها و فناوری حماس و همچنین فهرستی از اسامی تروریست‌ها را به زبان عربی با عنوان: " عملیات سیل الاقصی " پیدا کرده است که در آن شیفت کاری هر یک از مأموران در حال محافظت از گروگان‌ها نوشته شده است. با این حال، ترجمه این سند نشان داد که هیچ نامی در آن وجود ندارد، بلکه تقویم روزهای هفته را شامل می‌شود. پس از زیر سؤال بردن صحت ادعا، یک سخنگوی اسرائیلی عقب‌نشینی کرد، اما سی ان ان، ضمن حذف این بخش، یادداشتی از سردبیران مبنی بر تأیید تغییر یا اختلاف بر سر ویدیوی اولیه ارائه نکرد.
اسعید السر، یک مقیم پزشکی در دانشگاه فناوری تگزاس که قبلا در بیمارستان الشفا و بیمارستان ناصر کار می‌کرد، اظهار داشت: «وقتی در مورد تونل‌ها و همه اینها صحبت می‌کنیم، فکر می‌کنم این تبلیغات اسرائیل است که همه باید در این مرحله به آن عادت کنند. هر کسی که در هر یک از این بیمارستان‌ها کار کرده است، به راحتی می‌تواند بگوید که این فقط مزخرف است. نخست‌وزیر قطر، محمد بن عبدالرحمن بن جاسم آل ثانی، گفت: «وقتی صحبت از کشتار فلسطینی‌ها می‌شود، می‌بینیم که اصل اساسی حقیقت کنار گذاشته شده است».

### اطلاعات تأیید نشده
در موارد دیگر، ارتش اسرائیل به سادگی ادعاهای تأیید نشده را به عنوان حقایق منتشر کرد. در دسامبر ۲۰۲۳، اسرائیل اعلام کرد که یک شبکه تونل حماس متصل به بیمارستان الشفاء است. با این حال، گزارش واشینگتن پست نشان داد: «هیچ مدرکی دال بر اینکه بتوان به تونل‌ها از داخل بخش‌های بیمارستان دسترسی داشت، وجود ندارد.» در ژانویه ۲۰۲۴، گزارش CNN نشان داد که هیچ مدرکی مبنی بر ادعاهای ارتش اسرائیل در مورد تونل‌های زیر گورستان در خان یونس وجود ندارد. در همان ماه، اسرائیل مدعی شد که ۱۲ کارمند UNRWA در حمله ۷ اکتبر به اسرائیل شرکت داشتند. با این حال، فایننشال تایمز، اسکای نیوز و کانال ۴ همگی اعلام کردند که ادعاهای اسرائیل با اسناد اطلاعاتی که آنها بررسی کردند ثابت نشد. در فوریه ۲۰۲۴، ارتش اسرائیل ادعا کرد که امدادگران جمعیت هلال احمر فلسطین در ۷ اکتبر مجروحان حماس را مداوا کرده‌اند. اما ظاهراً ویدیویی که منتشر کردند آمبولانس هلال احمر را نشان نمی‌داد. در همان ماه، ارتش اسرائیل اعلام کرد که حماس در حال سرقت کمک‌های بشردوستانه است و دیوید ام. ساترفیلد، فرستاده ارشد ایالات متحده، گفت که هیچ مدرکی برای حمایت از ادعاهای اسرائیل وجود ندارد.

## تئوری‌های توطئه «پرچم دروغین».
حمله ۷ اکتبر حماس به اسرائیل موضوع تئوری‌های توطئه مختلف شده است. این تئوری‌ها ادعا می‌کنند که این حمله که منجر به کشته شدن حدود ۱۲۰۰ نفر در اسرائیل شد، یک عملیات پرچم دروغین بود که توسط خود اسرائیل انجام شد، علیرغم شواهد گسترده ارائه شده توسط منابع متعدد، از جمله تصاویر گوشی‌های هوشمند و گوپرو که از شکستن مرز توسط نیروهای حماس به تصویر کشیده شد.
این اطلاعات نادرست در پلتفرم‌های مختلف رسانه‌های اجتماعی در حال گسترش است، هشتگ‌هایی که اسرائیل را به عملیات «پرچم دروغین» مرتبط می‌کند، افزایش جدی داشته است. این انتشار دروغ‌ها به فضاهای آنلاین محدود نشد. در سناریوهای دنیای واقعی، از جمله جلسات شورای شهر و اعتراضات عمومی، که در آن افراد علناً حقایق حمله را انکار کرده‌اند، آشکار شد.
محققان و رهبران جامعه یهودی نگرانی خود را در مورد ارتباط این تئوری‌های توطئه با انکار هولوکاست و سایر باورهای یهودستیزانه، با انکار حملات ۷ اکتبر که به عنوان بخشی از الگوی گسترده‌تر اطلاعات غلط توصیف شده است، ابراز کرده‌اند که به دنبال تحریف وقایع تاریخی و ترویج روایت‌های یهودی‌ستیز است.
تئوری توطئه غیرقابل اثبات دیگری که پس از حمله حماس در ۷ اکتبر پدیدار شد، نشان می‌دهد که دولت اسرائیل، به ویژه نخست‌وزیر بنیامین نتانیاهو، اطلاعات قبلی از این حمله داشته است. این نظریه که فاقد هر گونه شواهد معتبری است، مشتمل بر این ادعا است که نتانیاهو دستور «تعطیلی» به ارتش اسرائیل داده بود. به نظر می‌رسد پیدایش این نظریه از چارلی کرک، تأثیرگذار راست افراطی و حامی دونالد ترامپ، رئیس‌جمهور سابق آمریکا باشد. نظرات کرک در یک پادکست، که نیاز به سؤال در مورد اینکه آیا دستور توقفی وجود دارد یا خیر، به این ادعاها دامن زد. با این حال، این اظهارات هیچ مبنای واقعی ندارد و تنها به گمانه زنی‌های شخصی کرک تکیه دارد.
این ادعا به سرعت در پلتفرم‌های رسانه‌های اجتماعی مانند تیک‌تاک، فیس‌بوک و X، که قبلاً با نام توییتر شناخته می‌شد، به‌ویژه با هشتگ #BibiKnew که به نتانیاهو اشاره می‌کرد، مورد توجه قرار گرفت. با وجود محبوبیت آنلاین آن، هیچ مدرک قابل توجهی برای حمایت از این تصور وجود ندارد که دولت اسرائیل از قبل از حمله حماس مطلع بوده است. با وجود فقدان مدرک، این نظریه در محافل خاص، به ویژه در میان منتقدان رهبری نتانیاهو و سیاست‌های اسرائیل، تأثیرگذار بود.

## کمپین اطلاعات نادرست
یک یادداشت جعلی که ظاهراً نشان می‌دهد بایدن اجازه کمک ۸ میلیارد دلاری به اسرائیل را می‌دهد، در رسانه‌های اجتماعی منتشر شد و در مقاله‌های رسانه‌های خبری هندی Firstpost و Oneindia به آن اشاره شد.
به گفته کارشناسان امنیت اطلاعات که با نیویورک تایمز مصاحبه کردند، ایران، روسیه، چین، نیروهای نیابتی ایران، القاعده و داعش تلاش‌های گسترده‌ای را برای اطلاع‌رسانی نادرست آنلاین انجام داده‌اند که با تمرکز بر «[تضعیف] اسرائیل، در حالی که متحد اصلی اسرائیل، ایالات متحده آمریکا را تحقیر می‌کنند". محققان حداقل ۴۰۰۰۰ ربات یا حساب‌های جعلی شبکه اجتماعی و همچنین استفاده راهبردی از رسانه‌های تحت کنترل دولتی مانند RT، اسپوتنیک و تسنیم را مستند کرده‌اند. تجزیه و تحلیل هاآرتص نشان داد که صدها حساب جعلی در رسانه‌های اجتماعی با پیام‌های هرزنامه قانونگذاران حزب دموکرات را هدف قرار می‌دهند که اتهامات دولت اسرائیل در ارتباط با UNRWA و حماس را تکرار می‌کند.
یک کمپین اطلاعات نادرست روسی معروف به Doppelganger اطلاعات نادرست در مورد جنگ را با استفاده از وب سایت‌های جعلی که ظاهر منابع خبری مانند فاکس نیوز، پاریزین و اشپیگل را تقلید می‌کنند، منتشر کرده است.
در فوریه ۲۰۲۴، ولکر ترک، مسئول حقوق بشر سازمان ملل، اعلام کرد که سازمان ملل مورد حملات اطلاعات نادرست قرار گرفته است و گفت: «سازمان ملل متحد به تیر برق برای پروپاگاندا و پیشمرگی برای شکست سیاست‌ها تبدیل شده است.»

## ویدیوهای جعلی
ویدئوهایی که به دروغ به جنگ مرتبط بودند شامل ویدئویی از کودکان در قفس بود که در ۴ اکتبر منتشر شد، فیلمی از سال ۲۰۲۰ از قانونگذاران ایرانی که شعار " مرگ بر آمریکا " سر می‌دادند، و در مصر، عکس‌هایی از به نظر می‌رسد برج قاهره با پرچم فلسطین که در رسانه‌های اجتماعی پخش شده است، که مشخص شد نسخه اصلاح شده برج در سال ۲۰۱۰ است. فیلمی هم از بازی ویدیویی Arma 3 به عنوان فیلم جنگ ارائه شده است.
در ۸ اکتبر، ویدیویی که ظاهراً از حماس تشکر می‌کند از اوکراین برای پشتیبانی آنها توسط یک حساب X مرتبط با گروه واگنر به اشتراک گذاشته شد. بیش از ۳۰۰۰۰۰ بار مشاهده شد و توسط حساب‌های راست افراطی آمریکایی به اشتراک گذاشته شد. روز بعد، دیمیتری مدودف، رئیس‌جمهور سابق روسیه در توییتی نوشت: «خوب، دوستان ناتو، شما واقعاً متوجه شدید، اینطور نیست؟ سلاح‌هایی که به رژیم نازی در اوکراین تحویل داده شده است، اکنون به طور فعال علیه اسرائیل استفاده می‌شود.»
کاربران شبکه‌های اجتماعی در هر دو طرف جنگ، تصاویری از پشت صحنه بازیگری را که در خون جعلی دراز کشیده از یک فیلم کوتاه فلسطینی ۲۰۲۲ به اشتراک گذاشتند، مدعی شدند که این شواهدی است که طرف مقابل در حال ایجاد تبلیغات است. ویدئویی از پرواز چتربازان مصری بر فراز آکادمی نظامی مصر که به دروغ ادعا شده بود که شبه نظامیان حماس را در حال نفوذ به یک جشنواره موسیقی اسرائیل نشان می‌دهد در شبکه X در اندونزی در فضای مجازی پخش شد.
حساب‌های ایکس هند ویدیویی غیرمجاز را منتشر کردند که ادعا می‌کرد نشان می‌دهد «ده‌ها دختر جوان توسط یک مبارز فلسطینی به عنوان برده جنسی گرفته شده‌اند» که در عوض احتمالاً یک سفر مدرسه به اورشلیم بود. کلیپ دیگری که عمدتاً توسط کاربران هندی به اشتراک گذاشته شد، ظاهراً یک نوزاد ربوده شده را به تصویر می‌کشد. با این حال، این ویدئو یک ماه قبل از آن گرفته شده است و هیچ ربطی به غزه نداشت.
یک ویدیوی ساخته شده توسط هوش مصنوعی از مدل بلا حدید که ظاهراً از اظهارات گذشته خود عذرخواهی می‌کند و از اسرائیل حمایت می‌کند در رسانه‌های اجتماعی دست به دست می‌شود.

## نقش پلتفرم‌های رسانه‌های اجتماعی
اطلاعات نادرست در مورد جنگ در سیستم عامل شبکه‌های اجتماعی، به ویژه X (توییتر سابق) پخش شده است. اتحادیه اروپا به ایلان ماسک و مارک زاکربرگ هشدار داد که X و Meta میزبان اطلاعات نادرست و محتوای غیرقانونی در مورد جنگ هستند و طبق قانون خدمات دیجیتال جریمه‌های احتمالی تا ۶ درصد از درآمد جهانی شرکت‌ها وجود دارد.
در پاسخ به این گزارش‌ها، لیندا یاکارینو، مدیر اجرایی X به تیری برتون، کمیسر بازار داخلی اتحادیه اروپا گفت که «اقدامی برای حذف یا برچسب‌گذاری ده‌ها هزار قطعه محتوا انجام داده است» و صدها حساب مرتبط با حماس را حذف کرده است.
به گفته NewsGuard، «حداقل ۱۴ ادعای نادرست مربوط به جنگ طی سه روز پس از حمله حماس، ۲۲ میلیون بازدید در سراسر X, تیک تاک و اینستاگرام به دست آورد». در ۱۳ اکتبر، اتحادیه اروپا تحقیقاتی را دربارهٔ X در مورد انتشار اطلاعات نادرست و محتوای تروریستی مرتبط با جنگ آغاز کرد.
در ۱۴ اکتبر، عمران احمد، مدیر عامل مرکز مقابله با نفرت دیجیتال گفت که گروه او در حال پیگیری تلاش برای ارائه اطلاعات نادرست در مورد جنگ است و افزود که دشمنان آمریکا، افراط‌گرایان، ترول‌های اینترنتی از جنگ برای منافع خود بهره‌برداری می‌کنند. گراهام بروکی، مدیر ارشد آزمایشگاه تحقیقات قانونی دیجیتال شورای آتلانتیک، گفت که تیم او شاهد افزایش تبلیغات تروریستی، محتوای گرافیکی، ادعاهای نادرست یا گمراه‌کننده و سخنان نفرت‌انگیز بوده است و بسیاری از محتواها در تلگرام منتشر شده است. سیابرا، یک شرکت اسرائیلی که شبکه‌های اجتماعی را تحلیل می‌کند، گفت که از هر پنج حسابی که در گفتگوهای مربوط به حملات حماس شرکت می‌کند، یک حساب جعلی است، و افزود که آنها تقریباً ۴۰۰۰۰ حساب از این قبیل را در ایکس و تیک تاک پیدا کرده‌اند.
به گزارش نیویورک تایمز، بسیاری از تصاویر و ویدئوهایی که در شبکه‌های اجتماعی دست به دست می‌شوند و تظاهر می‌کنند مربوط به جنگ اسرائیل و حماس هستند، در واقع مربوط به سایر درگیری‌ها، مانند جنگ داخلی سوریه هستند. و حتی مربوط به بلایای طبیعی، مانند سیل اخیر در تاجیکستان هستند.
به گفته دیوید کلپر از آسوشیتدپرس، «تصاویر جنگ اسرائیل و حماس به‌طور واضح و دردناکی پتانسیل هوش مصنوعی را به عنوان یک ابزار تبلیغاتی نشان می‌دهد. برای ایجاد تصاویر واقعی نما از قتل‌عام و … استفاده می‌شود. تصاویری که به صورت دیجیتالی تغییر یافته در شبکه‌های اجتماعی برای ادعاهای نادرست در مورد مسئولیت تلفات یا فریب مردم در مورد جنایاتی که هرگز اتفاق نیفتاده است منتشر می‌شوند."

### X (تویتر سابق)
در ۹ اکتبر، شبکه اجتماعی ایکس گفت که بیش از ۵۰ میلیون پست در مورد درگیری در این پلتفرم وجود دارد. ماسک دو حساب کاربری را توصیه کرد که قبلاً یک ادعای نادرست در مورد انفجار در نزدیکی پنتاگون را برای به روز رسانی در مورد جنگ تبلیغ می‌کردند.

## مقالات مرتبط
- انکار حملات ۷ اکتبر
- پالیوود
- پوشش رسانه ای جنگ اسرائیل و حماس
- اطلاعات نادرست در حمله روسیه به اوکراین